# Estrella (distrito)
Estrella fue uno de los distritos que integró la subdelegación de La Estrella, en el antiguo departamento de San Fernando, provincia de Colchagua.
El territorio del distrito fue organizado por decreto del presidente José Joaquín Pérez Mascayano el 14 de agosto de 1867.

## Historia
El distrito, que ocupó el número 1.° de la subdelegación La Estrella, fue creado por decreto supremo del 14 de agosto de 1867, que divide el departamento de San Fernando en veinte subdelegaciones y numerosos distritos. El documento determina así sus límites:

Al norte, el deslinde de la subdelegación, desde el punto en que se reúne al estero de Pulín la quebrada del Risco Alto hacia el poniente hasta donde encuentra el límite occidental; al este y sur, por la misma línea divisoria de la subdelegación hasta el punto en que termina por el oriente la hacienda de Mallermo; y al este, pro el deslinde oriental de esta hacienda hasta el cerro Colorado, formándose enseguida el límite con la línea que desde aquí se dirige al norte pasando por el cerro del Zapallar, la Poza del Toro, unos lomajes suaves que se extienden hasta la cuesta del Valle, esta cuesta, y prolongándose finalmente hasta el punto en que se une la quebrada del Risco Alto al estero de Pulín.

El Decreto con Fuerza de Ley N.° 8.583 del 30 de diciembre de 1927 redistribuye el territorio del departamento de San Fernando, y los distritos se suprimen.

## Administración
La administración del territorio estaba a cargo de un inspector, quien respondía a las órdenes del subdelegado, quien tenía la potestad de nombrarlos o removerlos dando cuenta al gobernador departamental.